# Collegio uninominale Emilia-Romagna - 05 (Senato della Repubblica 2020)
Il collegio elettorale uninominale Emilia-Romagna - 05 è un collegio elettorale uninominale della Repubblica Italiana per l'elezione del Senato della Repubblica.

## Territorio
Come previsto dalla legge n. 51 del 27 maggio 2019, il collegio è stato definito tramite decreto legislativo all'interno della circoscrizione Emilia-Romagna.
È formato dal territorio dell'intera provincia di Rimini (27 comuni) e dell'intera provincia di Forlì-Cesena (30 comuni).
Il collegio è parte del collegio plurinominale Emilia-Romagna - 02.

## Eletti
| Elezione | Elezione | Senatore      | Partito           |
| -------- | -------- | ------------- | ----------------- |
|          | 2022     | Marta Farolfi | Fratelli d'Italia |

## Dati elettorali

### XIX legislatura
Come previsto dalla legge elettorale, 74 senatori sono eletti con sistema a maggioranza relativa in altrettanti collegi uninominali a turno unico.
| Candidati                                 | Candidati               | Voti    | %     | Liste                                                | Voti    | %     |
| ----------------------------------------- | ----------------------- | ------- | ----- | ---------------------------------------------------- | ------- | ----- |
|                                           | Marta Farolfi ✔️ Eletto | 157 996 | 42,08 | Fratelli d'Italia                                    | 102 168 | 27,21 |
| Lega per Salvini Premier                  | Marta Farolfi ✔️ Eletto | 157 996 | 42,08 | 28 686                                               | 7,64    |       |
| Forza Italia                              | Marta Farolfi ✔️ Eletto | 157 996 | 42,08 | 24 223                                               | 6,45    |       |
| Noi moderati/Lupi - Toti - Brugnaro - UDC | Marta Farolfi ✔️ Eletto | 157 996 | 42,08 | 2 919                                                | 0,78    |       |
|                                           | Simona Viola            | 124 901 | 33,27 | Partito Democratico-IDP                              | 97 398  | 25,94 |
| Alleanza Verdi e Sinistra                 | Simona Viola            | 124 901 | 33,27 | 15 002                                               | 4,00    |       |
| +Europa                                   | Simona Viola            | 124 901 | 33,27 | 11 238                                               | 2,99    |       |
| Impegno Civico - Centro Democratico       | Simona Viola            | 124 901 | 33,27 | 1 263                                                | 0,34    |       |
|                                           | Marco Croatti           | 35 342  | 9,41  | Movimento 5 Stelle                                   | 35 342  | 9,41  |
|                                           | Elena Leardini          | 29 010  | 7,73  | Azione - Italia Viva - Calenda                       | 29 010  | 7,73  |
|                                           | Eleonora Barreca        | 9 258   | 2,47  | Italexit                                             | 9 258   | 2,47  |
|                                           | Noemi Zucchi            | 6 130   | 1,63  | Vita                                                 | 6 130   | 1,63  |
|                                           | Guglielmo Bolognini     | 4 668   | 1,24  | Italia Sovrana e Popolare                            | 4 668   | 1,24  |
|                                           | Oreste Godi             | 3 843   | 1,02  | Unione Popolare                                      | 3 843   | 1,02  |
|                                           | Melissa Montanari       | 2 436   | 0,65  | Partito Animalista Italiano – UCDL – 10 Volte Meglio | 2 436   | 0,65  |
|                                           | Sandro Ferrer           | 1 154   | 0,31  | Alternativa per l'Italia (PdF - Exit)                | 1 154   | 0,31  |
|                                           | Roberto Sanzani         | 418     | 0,11  | Destre Unite                                         | 418     | 0,11  |
|                                           | Sabrina Fedeli          | 274     | 0,07  | Noi di Centro – Europeisti                           | 274     | 0,07  |
| Totale                                    | Totale                  | 375 430 | 100   |                                                      | 375 430 | 100   |
|                                           |                         |         |       |                                                      |         |       |
| Voti non validi                           | Voti non validi         | 14 754  | 3,78  |                                                      |         |       |
| Votanti                                   | Votanti                 | 390 184 | 70,35 |                                                      |         |       |
| Elettori                                  | Elettori                | 554 626 |       |                                                      |         |       |